# Вулкан (фильм, 2018)
Вулка́н (укр. Вулкан, нем. Vulkan) — художественный фильм 2018 года совместного производства Украины, Германии и Монако в жанре комедийной драмы. Является первым полнометражным художественным фильмом для режиссёра Романа Бондарчука. Мировая премьера фильма состоялась в июле 2018 года на Международном кинофестивале в Карловых Варах, где фильм принимал участие в конкурсной программе «Восток—Запад». В 2019 году за работу над фильмом режиссёр Роман Бондарчук был удастоен Национальной премии Украины имени Тараса Шевченко.
Занимает 37—38-ю позицию в списке 100 лучших фильмов в истории украинского кино по версии Национальный центра Александра Довженко.

## Сюжет
После нескольких странных совпадений, Лукас, работающий в ОБСЕ переводчик, оказывается в южноукраинском городе Берислав. Став невольным гостем своего странного хозяина Вовы, Лукас сталкивается с совершенно новой вселенной, в которой жизнь кажется полностью оторванной от любого привычного уклада. Несмотря на его первоначальную неприязнь, Лукас все больше и больше восхищается Вовой и его дочерью Марушкой — и это, в конце концов, подталкивает к поискам давно потерянного счастья.

## Над фильмом работали

### Актёры
- Виктор Жданов[укр.] — Вова
- Сергей Степанский[укр.] — Лукас
- Кристина Дейлик[укр.] — Марушка
- Тамара Соценко

### Съёмочная группа
- Авторы сценария: Роман Бондарчук[укр.], Дарина Аверченко[укр.], Алла Тетюнник[укр.]
- Режиссёр-постановник — Роман Бондарчук
- Продюсер — Елена Ершова
- Сопродюсеры: Дарья Аверченко, Таня Георгиева, Мишель Меркт
- Исполнительный продюсер — Андрей Ящишин
- Оператор — Вадим Ильков[укр.]
- Композитор — Антон Байбаков[укр.]
- Монтаж — Николай Базаркин, Хейке Парплайс
- Художник-постановщик — Кирил Шувалов
- Звукорежиссёр — Борис Петер

## Производство
В 2014 году проект фильма стал победителем 4-го конкурсного отбора Государственного агентства Украины по вопросам кино (Госкино), в результате Госкино выделило в качестве государственной поддержки 5 миллионов гривен, что составило половину бюджета картины. В 2015 году сценарий фильма, созданный Романом Бондарчуком, Дарьей Аверченко и Аллой Тютюнник, получил премию Международного литературного конкурса «Коронация слова»⁣. С украинской стороны производство фильма осуществляли кинокомпании «Татофильм» и «Юг-Фильм».

## Релиз и прокат

### Кинофестивали
3 июля 2017 года проект фильма был представлен среди восьми других европейских фильмов, находящихся в процессе производства, на 52-м Международном кинофестивале в Карловых Варах⁣. 21 июля того же года проект фильма представили на 8-м Одесском международном кинофестивале, где работа получила награду за лучший проект.
1 июля 2018 года состоялась международная премьера фильма в рамках официальной конкурсной программы Международного кинофестиваля в Карловых Варах
В том же 2018 году фильм вошёл в конкурсную программу Мюнхенского кинофестиваля, международную конкурсную программу 9-го Одесского международного кинофестиваля, международную конкурсную программу Международного кинофестиваля в Ванкувере (27 сентября — 12 октября). 21 октября 2018 года в столичном кинотеатре «Киев» в рамках фестиваля Нового немецкого кино прошёл состоялся второй показ ленты в Украине.
В общей сложности ленту пригласили на 40 международных кинофестивалей.

### Прокат
После премьеры на Одесском международном кинофестивале 2018 года также был представлен в Украине 21 октября 2018 года в рамках кинофестиваля «Новое немецкое кино». Фильм был выпущен на украинском прокате фильмов 4 апреля 2019 года UFD.